# Grote Prijs Jef Scherens 2000
Il Grote Prijs Jef Scherens 2000, trentaquattresima edizione della corsa, si svolse il 3 settembre 2000 su un percorso di 190 km, con partenza e arrivo a Lovanio. Fu vinto dal belga Dave Bruylandts della Palmans-Ideal davanti al suo connazionale Andy De Smet e al danese Nicki Sørensen.

## Ordine d'arrivo (Top 10)
| Pos. | Corridore        | Squadra                       | Tempo    |
| ---- | ---------------- | ----------------------------- | -------- |
| 1    | Dave Bruylandts  | Palmans-Ideal                 | 4h33'00" |
| 2    | Andy De Smet     | Spar-Oki                      | s.t.     |
| 3    | Nicki Sørensen   | Team Fakta                    | s.t.     |
| 4    | Erwin Thijs      | Vlaanderen 2002-Eddy Merckx   | s.t.     |
| 5    | Ludovic Capelle  | Ville de Charleroi-Newsystems | s.t.     |
| 6    | Saulius Ruskys   | VC Saint-Quentin-Oktos        | s.t.     |
| 7    | Max van Heeswijk | Mapei-Quick Step              | s.t.     |
| 8    | Aart Vierhouten  | Rabobank                      | s.t.     |
| 9    | Chris Peers      | Cofidis                       | s.t.     |
| 10   | Arvis Piziks     | Memory Card-Jack & Jones      | s.t.     |